# Бафиле, Коррадо
Коррадо Бафиле (итал. Corrado Bafile; 4 июля 1903, Л’Акуила, королевство Италия — 3 февраля 2005, Рим, Италия) — итальянский куриальный кардинал и ватиканский дипломат. Титулярный архиепископ Антиохии-ин-Писидии с 13 февраля 1960 по 24 мая 1976. Апостольский нунций в ФРГ с 13 февраля 1960 по 11 июля 1975. Про-префект Священной Конгрегации по канонизации Святых с 18 июля 1975 по 25 мая 1976. Префект Конгрегации по канонизации Святых с 25 мая 1976 по 27 июня 1980. Кардинал-дьякон с титулярной диаконией Санта-Мария-ин-Портика-Кампителли с 24 мая 1976 по 22 июня 1987. Кардинал-священник с титулом церкви pro hac vice Санта-Мария-ин-Портика-Кампителли 22 июня 1987.
Участвовал в работе Второго Ватиканского собора.